# 哈爾基夫齊 (哈佳奇區)
50°16′58″N 33°51′21″E / 50.28278°N 33.85583°E
哈爾基夫齊（烏克蘭語：Харківці），是烏克蘭中部的村莊，隸屬波爾塔瓦州的米爾霍羅德區。該村處於拉什夫卡河畔，始建於1680年，面積2.05平方公里，海拔高度165米，2001年人口760。